# Коло (Люблінське воєводство)
Коло (пол. Koło) — село в Польщі, у гміні Лазіська Опольського повіту Люблінського воєводства.
Населення — 50 осіб (2011).

## Демографія
Демографічна структура станом на 31 березня 2011 року:
|          | Загалом | Допрацездатний вік | Працездатний вік | Постпрацездатний вік |
| -------- | ------- | ------------------ | ---------------- | -------------------- |
| Чоловіки | 25      | 4                  | 19               | 2                    |
| Жінки    | 25      | 5                  | 16               | 4                    |
| Разом    | 50      | 9                  | 35               | 6                    |